# Григорово (городское поселение Богородское)
Григорово — деревня в Сергиево-Посадском районе Московской области России, входит в состав городского поселения Богородское.

## Население
| 1835 | 1850 | 1857 | 1859 | 1895 | 1905 | 1926 | 2002 |
| ---- | ---- | ---- | ---- | ---- | ---- | ---- | ---- |
| 106  | ↘93  | ↗103 | ↘101 | ↗132 | ↘131 | ↗163 | ↘4   |
| 2006 | 2010 |      |      |      |      |      |      |
| ↗11  | ↗18  |      |      |      |      |      |      |

## География
Деревня Григорово расположена на севере Московской области, в восточной части Сергиево-Посадского района, примерно в 70 км к северу от Московской кольцевой автодороги и 18 км к северу от станции Сергиев Посад Ярославского направления Московской железной дороги, по левому берегу реки Куньи и образованного на ней водохранилища Загорской ГАЭС.
В 10 км восточнее деревни проходит Ярославское шоссе М8, в 11 км к югу — Московское большое кольцо А108, в 33 км к западу — автодорога Р112. Ближайшие населённые пункты — деревни Семенцево и Язвицы.

## История
…Григорьево, а въ ней одинъ жилой крестьянскій дворъ да два двора пустыхъ, пашни крестьянскіе худые земли 2 чети да перелогу 10 чети да лѣсомъ поросло 12 чети въ полѣ, сѣна 30 копенъ, лѣсу непашеннаго 10 десятинъ…— писцовые книги 1627—1631 гг.
В «Списке населённых мест» 1862 года — казённая деревня 2-го стана Александровского уезда Владимирской губернии по правую сторону Никольского просёлочного тракта от Никольского перевоза через реку Дубну в город Александров, в 38 верстах от уездного города и 12 верстах от становой квартиры, при прудах, с 17 дворами и 101 жителем (45 мужчин, 56 женщин).
По данным на 1895 год — деревня Рогачёвской волости Александровского уезда с 132 жителями (61 мужчина, 71 женщина). Основным промыслом населения являлось хлебопашество, в зимнее время женщины и подростки занимались размоткой шёлка и клеением гильз, 16 человек уезжали в качестве прислуги и фабричных рабочих на отхожий промысел в Сергиевский посад и Александровский уезд.
По материалам Всесоюзной переписи населения 1926 года — деревня Язвицкого сельсовета Рогачёвской волости Сергиевского уезда Московской губернии в 9,6 км от Ярославского шоссе и 25,6 км от станции Сергиево Северной железной дороги; проживало 163 человека (78 мужчин, 85 женщин), насчитывалось 31 хозяйство (29 крестьянских).
С 1929 года — населённый пункт Московской области в составе:
- Язвицкого сельсовета Сергиевского района (1929—1930)[14],
- Язвицкого сельсовета Загорского района (1930—1935)[15],
- рабочего посёлка при заводе № 11, административное подчинение (1935—1939)[15][16],
- Выпуковского сельсовета Загорского района (1939—1963, 1965—1984)[15][17][18],
- Выпуковского сельсовета Мытищинского укрупнённого сельского района (1963—1965)[19],
- рабочего посёлка Богородское Загорского района, административное подчинение (1984—1991)[17],
- рабочего посёлка Богородское Сергиево-Посадского района, административное подчинение (1991—2006)[17],
- городского поселения Богородское Сергиево-Посадского района (2006 — н. в.)[20].